# نیو انگلند (استرالیا)
نیو انگلند (به انگلیسی: New England) یکی از ناحیه‌های ایالت ولز جنوبی نو در استرالیا است که در شمال این ایالت قرار دارد. این ناحیه در حال حاضر به عنوان بهترین مرکز صنعت موسیقی در استرالیا محسوب می شود. همچنین در پرورش دام و تولید پشم و گوشت دام نقش دارد . سایر فعالیت‌های این ناحیه شامل تولید غلات، گوشت گوسفند، گوشت خوک، شیر، میوه، سبزیجات، مرغ، تخم مرغ، فعالیت‌های استخراج از معادن، تولید چوب و صنعت ساخت مشروبات است.

## جغرافیا
این ناحیه دارای مرزهای تعریف شده نیست و می توان تعاریف متنوعی از مرزها را ارائه کرد . دقیقترین تعریف از مرزهای این ناحیه متشکل است از مناطق کوهستانی که در تقسیم بندی‌ها بین محدوده لیورپول در جنوب و مرز کوئینزلند در شمال قرار دارد.این ناحیه بیشتر دارای ارتفاع ۸۰۰ متر از سطح دریا است و دارای آب و هوای سرد و پوشش گیاهی منحصربه‌فرد و صخره‌های گرانیتی است. تعریف‌های وسیعتری نیز از این ناحیه وجود دارد که شامل بخش‌هایی از ناحیه وسترن اسلوپس و دشت لیورپول نیز می شود.